# Хроніка Донецького відділення Наукового товариства Шевченка
Хроніка Донецького відділення Наукового товариства Шевченка — серійне видання Донецького відділення НТШ, яке в кінці XX ст. — на початку XXI ст. виконувало до Російської збройної агресії проти України (2014—2015) роль Південно-Східного Центру НТШ. Видання стосується історії української науки, а також частково краєзнавства — в частині історії громадських організацій Східної України.
«Хроніка» висвітлює історію Донецького відділення НТШ, науково-дослідну, видавничу, архівну, представницьку, експедиційну та ін. роботу цієї фундації, а також творчі контакти цієї організації з інститутами, університетами України та зарубіжжя. Станом на 2024 р. готується до друку 3-й том «Хроніки».

## Числа «Хроніки»
- Число 1. Упорядник і редактор В. С. Білецький. — Донецьк. — НТШ, 2007. — 212 с. ISSN 1814-1617 Хроніка містить інформацію про діяльність Донецького відділення НТШ за період від утворення у 1997 р. до 2007 р.
- Число 2. Упорядник і редактор В. С. Білецький. — Донецьк. — НТШ, 2012. — 192 с.  ISSN 1814-1617 Хроніка містить інформацію про діяльність Донецького відділення НТШ за період від 2008 р. до 2012 р. включно.